# Rijksstad Kaufmanns-Saarbrücken
De rijksstad Kaufmanns-Saarbrücken was een tot de Boven-Rijnse Kreits behorende rijksstad binnen het Heilige Roomse Rijk.
De huidige Franse stad Sarrebourg (Duits: Saarburg, niet te verwarren met Saarburg in Rijnland-Palts) komt enige malen als rijksstad voor in de archieven.
De stad maakte oorspronkelijk deel uit van het prinsbisdom Metz. In 1475 werd de stad bezet door het hertogdom Lotharingen, waarna het prinsbisdom in 1561 afstand deed van zijn rechten. In 1661 kwam de stad als deel van Lotharingen aan Frankrijk. 